# Batalla de Tébar
La batalla de Tébar fou una batalla lluitada per Berenguer Ramon II i Rodrigo Díaz de Vivar, aliats de l'Emirat de Larida i l'Emirat de Saraqusta, que lluitaven pel control de la part superior de Xarq al-Àndalus.

## Antecedents
Berenguer Ramon II va dirigir el 1082 una expedició contra els sarraïns de l'Emirat de Saraqusta, que ajudats per Rodrigo Díaz de Vivar atacaren l'Emirat de Larida, aliada del comtat de Barcelona, en la qual Berenguer Ramon fou fet presoner durant la Batalla d'Almenar.
La invasió almoràvit i la derrota d'Alfons VI de Castella a la batalla de Sagrajas el 1086 va propiciar que al Cid se li encarregués la defensa de la zona llevantina del regne de Castella. Entre 1087 i 1089, va fer tributaris als monarques musulmans de l'Emirat d'Albarrasí i l'Emirat d'Alpont i el 1087 va impedir que la ciutat de Balansiya, governada pel rei Yahya Al-Qadir, aliat dels castellans, caigués en mans d'al-Múndhir Imad-ad-Dawla i del comte de Barcelona.
Després del segon desterrament de Rodrigo Díaz de Vivar el 1089 per la manca d'auxili a Alfons VI de Castella en el Setge d'Aledo, el Cid va decidir emprendre la seva activitat bèl·lica a Llevant de manera personal i independent, prenent primer el control de castell de Miravet i sobre l'emirat de Dàniyya, en poder d'al-Múndhir, de manera que l'emir de Larida, temerós que caigués sobre Turtuixa, va demanar ajuda Berenguer Ramon II de Barcelona, que com el mateix Alfons VI, tenien l'obligació de protegir els dominis d'al-Múndhir pel cobrament de la paria. També va demanar el suport de Sanç Ramires, Ermengol IV d'Urgell i fins i tot del seu oncle Ahmed II Ibn Yusuf al-Mustain de Saraqusta, però només el comte de Barcelona va acceptar aliar-se amb el rei de Lleida. Al-Mustain II de Saragossa va avisar el Cid de la coalició que s'havia reunit per presentar batalla l'estiu del 1090.

## Batalla
Sabedor de la seva inferioritat numèrica Rodrigo Díaz de Vivar va triar l'entrada de la vall d'una zona de bosc muntanyós, la pineda de Tévar, a uns quinze quilòmetres al nord de Morella i deu al sud de Mont-roig de Tastavins.
L'exèrcit enemic marxava al comandament de Berenguer Ramon II, qui va decidir que un contingent dels seus cavallers pugés durant la nit la muntanya als peus acampava la host del Cid per atacar per sorpresa la seva rereguarda. El Cid va fer que una part dels seus homes actuessin com si escapessin desorientats d'algun perill i es deixessin prendre pels barcelonins, per tal d'informar erròniament dels seus plans, i una part de l'exèrcit barceloní va seguir l'esquer, fragmentant en tres grups les tropes barcelonines.
Els homes disgregats del gruix de les tropes de Berenguer van ser sorpreses per contingents saragossans a les ordres de Rodrigo.
De matinada, els barcelonins que s'havien emboscat a l'esquena del Cid es van llançar muntanya avall sobre el campament, on es van aconseguir preparar les seves tropes amb celeritat i fer-los front, mentre la resta de l'exèrcit del Cid va dirigir-se a l'enfrontament amb el gruix de les tropes de Berenguer, que pujaven des de la vall. El centre de l'exèrcit del Fratricida va ser desbaratat en la primera escomesa, tot i que el Cid va caure del seu cavall resultant ferit.
Finalment la mainades del Campeador va aconseguir una decisiva victòria, capturant cinc mil enemics, entre els quals hi havia el mateix comte de Barcelona i els principals nobles del seguici, com Guerau Alemany de Cervelló, Bernat de Claramunt i Ramon Mir de Ribes. El botí obtingut va ser molt important: vaixelles d'or i plata, vestits de teixits preciosos, cavalls de combat i de càrrega, mules i gran quantitat d'armes de guerra, entre elles l'espasa Colada que van presentar al Cid, convalescent a la tenda de campanya.

## Conseqüències
Pocs dies més tard, Rodrigo Díaz de Vivar va negociar l'alliberament dels aristòcrates catalans a canvi de quantiosos rescats que va ascendir a vuitanta mil marcs d'or. Entre els capturats es trobava Bernat de Claramunt.
El Cid va acabar acceptant un tractat de pau amb Berenguer Ramon II a canvi de les pàries que l'Emirat de Larida pagava pel protectorat barceloní sobre l'Emirat de Dàniyya, de manera que el castellà es convertia en el seu nou protector. Alliberat dels compromisos amb l'Emirat de Làrida, Berenguer Ramon, ajudat pels genovesos i Sanç Ramires atacà i ocupà la ciutat de Turtusha el 1092.